# American Hockey League 1985-1986
La stagione 1985-1986 è stata la 50ª edizione della American Hockey League, la più importante lega minore nordamericana di hockey su ghiaccio. Il calendario della stagione regolare fu composto da 80 partite e per la prima volta il Jack A. Butterfield Trophy venne vinto da un giocatore della squadra sconfitta in finale. La stagione vide al via tredici formazioni e al termine dei playoff gli Adirondack Red Wings conquistarono la loro seconda Calder Cup sconfiggendo gli Hershey Bears 4-2.

## Stagione regolare

### Classifiche
North Division
|  | Pos. | Squadra              | Pt | G  | V  | S  | N  | GF  | GS  | DR  |
|  | ---- | -------------------- | -- | -- | -- | -- | -- | --- | --- | --- |
|  | 1.   | Adirondack R. Wings  | 90 | 80 | 41 | 31 | 8  | 339 | 298 | +41 |
|  | 2.   | Maine Mariners       | 89 | 80 | 40 | 31 | 9  | 274 | 285 | -11 |
|  | 3.   | Golden Flames        | 80 | 80 | 34 | 34 | 12 | 294 | 307 | -13 |
|  | 4.   | Fredericton Express  | 78 | 80 | 35 | 37 | 8  | 319 | 311 | +8  |
|  | 5.   | Sherbrooke Canadiens | 75 | 80 | 33 | 38 | 7  | 340 | 341 | -1  |
|  | 6.   | Nova Scotia Oilers   | 66 | 80 | 29 | 43 | 8  | 314 | 353 | -39 |

South Division
|  | Pos. | Squadra               | Pt | G  | V  | S  | N | GF  | GS  | DR  |
|  | ---- | --------------------- | -- | -- | -- | -- | - | --- | --- | --- |
|  | 1.   | Hershey Bears         | 99 | 80 | 48 | 29 | 3 | 346 | 292 | +54 |
|  | 2.   | Binghamton Whalers    | 87 | 80 | 41 | 34 | 5 | 316 | 290 | +26 |
|  | 3.   | St. Catharines Saints | 81 | 80 | 38 | 37 | 5 | 304 | 308 | -4  |
|  | 4.   | New Haven Nighthawks  | 79 | 80 | 36 | 37 | 7 | 340 | 343 | -3  |
|  | 5.   | Springfield Indians   | 77 | 80 | 36 | 39 | 5 | 301 | 309 | -8  |
|  | 6.   | Rochester Americans   | 75 | 80 | 34 | 39 | 7 | 320 | 337 | -17 |
|  | 7.   | Baltimore Skipjacks   | 64 | 80 | 28 | 44 | 8 | 271 | 304 | -33 |

Legenda:

      Ammesse ai Playoff
Note:

Due punti a vittoria, un punto a pareggio, zero a sconfitta.

### Statistiche
Classifica marcatori
| Giocatore         | Squadra               | PG | Gol | Assist | Punti |
| ----------------- | --------------------- | -- | --- | ------ | ----- |
| Paul Gardner      | Rochester Americans   | 71 | 61  | 51     | 112   |
| Jody Gage         | Rochester Americans   | 73 | 42  | 57     | 99    |
| Ross Fitzpatrick  | Hershey Bears         | 77 | 50  | 47     | 97    |
| Tim Tookey        | Hershey Bears         | 69 | 35  | 62     | 97    |
| Wes Jarvis        | St. Catharines Saints | 74 | 36  | 60     | 96    |
| Daryl Evans       | Binghamton Whalers    | 69 | 40  | 52     | 92    |
| Geordie Robertson | Adirondack R. Wings   | 79 | 36  | 56     | 92    |
| Paul Fenton       | Binghamton Whalers    | 75 | 53  | 35     | 88    |
| Serge Boisvert    | Sherbrooke Canadiens  | 69 | 40  | 48     | 88    |
| Tom Roulston      | Baltimore Skipjacks   | 73 | 38  | 49     | 87    |
|                   |                       |    |     |        |       |

Classifica portieri
| Giocatore          | Squadra               | PG | MGS  |  |
| ------------------ | --------------------- | -- | ---- |  |
| Peter Sidorkiewicz | Binghamton Whalers    | 49 | 3.19 |  |
| Wendell Young      | Fredericton Express   | 24 | 3.21 |  |
| Sam St. Laurent    | Maine Mariners        | 50 | 3.38 |  |
| Ron Hextall        | Hershey Bears         | 53 | 3.41 |  |
| Denis Herron       | Baltimore Skipjacks   | 27 | 3.42 |  |
| Karl Friesen       | Maine Mariners        | 35 | 3.48 |  |
| Cleon Daskalakis   | Golden Flames         | 41 | 3.61 |  |
| Allan Bester       | St. Catharines Saints | 50 | 3.64 |  |
| Brian Ford         | Baltimore Skipjacks   | 39 | 3.66 |  |
| Mike Sands         | Springfield Indians   | 27 | 3.79 |  |
|                    |                       |    |      |  |

## Playoff
|  | Primo turno | Primo turno           | Primo turno           |               |                    | Semifinali           | Semifinali | Semifinali |  |  | Calder Cup | Calder Cup           | Calder Cup |
|  |             |                       |                       |               |                    |                      |            |            |  |  |            |                      |            |
|  | N1          | Adirondack Red Wings  | 4                     |               |                    |                      |            |            |  |  |            |                      |            |
|  | N4          | Fredericton Express   | 2                     |               |                    |                      |            |            |  |  |            |                      |            |
|  | N4          | Fredericton Express   | 2                     |               | N1                 | Adirondack Red Wings | 4          |            |  |  |            |                      |            |
|  |             |                       |                       |               | N1                 | Adirondack Red Wings | 4          |            |  |  |            |                      |            |
|  |             | N3                    | Moncton Golden Flames | 1             |                    |                      |            |            |  |  |            |                      |            |
|  | N2          | N3                    | Moncton Golden Flames | 1             | Maine Mariners     | 1                    |            |            |  |  |            |                      |            |
|  | N2          |                       |                       |               | Maine Mariners     | 1                    |            |            |  |  |            |                      |            |
|  | N3          | Moncton Golden Flames | 4                     |               |                    |                      |            |            |  |  |            |                      |            |
|  |             |                       |                       |               |                    |                      |            |            |  |  | N1         | Adirondack Red Wings | 4          |
|  |             |                       | S1                    | Hershey Bears | 2                  |                      |            |            |  |  |            |                      |            |
|  | S1          | Hershey Bears         | 4                     |               |                    |                      |            |            |  |  |            |                      |            |
|  | S4          | New Haven Nighthawks  | 1                     |               |                    |                      |            |            |  |  |            |                      |            |
|  | S4          | New Haven Nighthawks  | 1                     |               | S1                 | Hershey Bears        | 4          |            |  |  |            |                      |            |
|  |             |                       |                       |               | S1                 | Hershey Bears        | 4          |            |  |  |            |                      |            |
|  |             | S3                    | St. Catharines Saints | 3             |                    |                      |            |            |  |  |            |                      |            |
|  | S2          | S3                    | St. Catharines Saints | 3             | Binghamton Whalers | 2                    |            |            |  |  |            |                      |            |
|  | S2          |                       |                       |               | Binghamton Whalers | 2                    |            |            |  |  |            |                      |            |
|  | S3          | St. Catharines Saints | 4                     |               |                    |                      |            |            |  |  |            |                      |            |

## Premi AHL
- Calder Cup: Adirondack Red Wings
- F. G. "Teddy" Oke Trophy: Adirondack Red Wings
- John D. Chick Trophy: Hershey Bears
- Aldege "Baz" Bastien Memorial Award: Sam St. Laurent (Maine Mariners)
- Dudley "Red" Garrett Memorial Award: Ron Hextall (Hershey Bears)
- Eddie Shore Award: Jim Wiemer (New Haven Nighthawks)
- Fred T. Hunt Memorial Award: Steve Tsujiura (Maine Mariners)
- Harry "Hap" Holmes Memorial Award: Sam St. Laurent e Karl Friesen (Maine Mariners)
- Jack A. Butterfield Trophy: Tim Tookey (Hershey Bears)
- John B. Sollenberger Trophy: Paul Gardner (Rochester Americans)
- Les Cunningham Award: Paul Gardner (Rochester Americans)
- Louis A. R. Pieri Memorial Award: Bill Dineen (Adirondack Red Wings)

### Vincitori
| Adirondack Red Wings | Portieri: Mark LaForest, Chris Pusey Difensori: Tim Friday, Ted Huesing, Greg Joly, Dave Korol, Steve Richmond, Larry Trader, Rick Zombo Attaccanti: Pierre Aubry, Shawn Burr, Ed Johnstone, Dale Krentz, Lane Lambert, Claude Loiselle, Basil McRae, Glenn Merkosky, Adam Oates, Bob Probert, Geordie Robertson, Ted Speers, Ray Staszak, Gary Yaremchuk Allenatore: Bill Dineen |

### AHL All-Star Team
First All-Star Team
- Attaccanti: Paul Fenton • Paul Gardner • Jody Gage
- Difensori: Jim Wiemer • Kevin McCarthy
- Portiere: Ron Hextall

Second All-Star Team
- Attaccanti: Ross Fitzpatrick • Tim Tookey • Serge Boisvert
- Difensori: Larry Trader • Jack Brownschidle
- Portiere: Sam St. Laurent